# Uniunea Statelor Africane
Uniunea Statelor Africane (în franceză Union des États africains, în engleză Union of African States) a fost o organizație regională întocmită între Ghana, Guinea și mai târziu Mali între 1958 și 1961. USA avea drept scop cooperarea între statele Africii. Cu toate că organizația era deschisă pentru toate statele continentului, aceasta nu a mai căpătat membri noi, desființându-se doar la trei ani după formarea sa, fiind un exemplu de organizație internațională eșuată.